# 1,4-二(4-氰基苯乙烯基)苯
1,4-二(4-氰基苯乙烯基)苯是一种有机化合物，化学式为C24H16N2。它可以对苯二甲醛和4-甲基苯甲腈（或1,4-二(溴甲基)苯和4-氰基苯甲醛）为原料反应制得。它在苯中光照可以环化，生成2,13-二氰基[5]螺烯。